# Won Hàn Quốc
Won (원) (Ký hiệu: ₩; code: KRW) là đơn vị tiền tệ của Đại Hàn Dân Quốc. Một Won được chia thành 100 jeon. Jeon không còn được dùng để giao dịch hằng ngày nữa và chỉ xuất hiện trong tỷ giá hối đoái. Won được ban hành bởi Ngân hàng Trung ương Hàn Quốc, có trụ sở tại thành phố thủ đô Seoul. Tiền tệ chính thức của Cộng hòa Dân chủ Nhân dân Triều Tiên được ban hành bởi Ngân hàng Trung ương của Cộng hòa Dân chủ Nhân dân Triều Tiên có trụ sở tại thủ đô Pyongyang, được gọi là Won Triều Tiên.